# Gardna Wielka (przystanek kolejowy)
Gardna Wielka – zlikwidowany przystanek kolejowy w Gardnie Wielkiej w województwie pomorskim, w Polsce. Przez stację przechodziła rozebrana w 1945 roku normalnotorowa linia do Siecia-Wierzchocina. Przystanek został zlikwidowany w tym kwietniu 1945 roku.